# Dampfkraftwerk Engerthstraße
Das Dampfkraftwerk Engerthstraße im 2. Wiener Gemeindebezirk Leopoldstadt wurde ursprünglich als privat betriebenes Elektrizitätswerk errichtet und später von der Stadt Wien übernommen.
Die Höchstleistung des Werks betrug 32 Megawatt (MW). Im Jahr 1955 wurden 106,5 Gigawattstunden an elektrischer Energie erzeugt. Das Kraftwerk war über eine 28-kV-Kabelleitung mit den Umspannwerken Wien-Nord, Leopoldstadt, Favoriten und Weißgerber verbunden.

## Standort
Das Dampfkraftwerk Engerthstraße befand sich in seinem Vollausbau zwischen dem Handelskai und der Engerthstraße etwas donauabwärts der Reichsbrücke.

## Geschichte
Die Internationale Elektricitätsgesellschaft (I. E. G.), 1889 gemeinschaftlich von Unionbank (1871–1927) und Ganz & Comp., Ofen, als Aktiengesellschaft mit Sitz in Wien gegründet, nahm zunächst die Stromproduktion mit einem von einem Lokomobil angetriebenen Generator auf. Im März 1890 wurde mit der Errichtung des Kraftwerks (elektrische Centralstation) in der Engerthstraße 199 begonnen (Geviert Engerth-, Wachau-, Wehli-, Hillerstraße). Das nach den Plänen des Architekten Oskar Morgenstern von Stadt-Baumeister Alois Schuhmacher errichtete Dampfkraftwerk wurde am 15. November 1890 in Vollbetrieb genommen. Die elektrotechnische sowie maschinelle Einrichtung stand unter der Oberleitung von Werksdirektor Max Déri.
In der ersten Ausbaustufe verfügte das Werk über drei Zweizylinder-Verbundmaschinen mit jeweils 600 PS bei 125 Umdrehungen pro Minute und drei Wechselstromgeneratoren mit je 400 kW und einer elektrischen Spannung von 2 kV. Dazu kamen noch eine Zweizylinder-Verbundmaschine mit 300 PS bei 170 Umdrehungen pro Minute und ein Wechselstromgenerator mit 200 kW und 2 kV Spannung. Der Dampf zum Antrieb der Maschinen wurde mit sechs Röhrendampfkesseln System Steinmüller erzeugt.
Zwischen 1891 und 1908 wurde das Werk wesentlich erweitert (14 Dampfmaschinen mit 800 PS und fünf Maschinen mit 1.000 PS, 22 Babcock-Wilcox-Kessel, acht Steinmüller-Kessel, zwei Simonis-Lanz-Kessel, Gesamtheizfläche 7.848 m2)
Am 1. Mai 1908 wurde das Dampfkraftwerk der Gemeinde Wien übergeben. Diese erweiterte bis 1909 den Maschinenpark und legte 1910 einen Kohlenlagerplatz und eine Schleppbahn an. 1913 wurde mit der Drehstromerzeugung im Dampfkraftwerk begonnen. Nach dem Ersten Weltkrieg, 1919, wurde die Feuerung zur Verbrennung minderwertiger heimischer Braunkohle auf Heizöl umgestellt. Anschließende Arbeiten betrafen die Beendigung der unwirtschaftlichen direkten Herstellung von Wechselstrom. Im Winter 1922/1923 wurden zu diesem Zweck so genannte Scott-Umwandler aufgestellt, mit deren Hilfe Dreiphasenwechselstrom in Zweiphasenwechselstrom umgesetzt werden konnte. 1917 wurden die Arbeiten für eine Rangieranlage mit endlosem Seil in die Wege geleitet. 1934 wurde der Kohlenlagerplatz erweitert. Außerdem wurde seit 1908 die Ausstattung mit Dampfmaschinen und Generatoren immer wieder ausgetauscht.
Am 3. Mai 1944 wurde das Kraftwerk Engerthstraße erstmals bei einem Bombenangriff schwer und auch bei späteren Luftangriffen immer wieder getroffen. Während der Schlacht um Wien – das Kraftwerk stellte am 11. April 1945 gegen 9 Uhr den Betrieb ein – kam es zu zusätzlichen Schäden durch die Bodenkämpfe. Mit den Aufräumungs- und Reparaturarbeiten wurde am 16. April begonnen, am 16. Mai 1945 ging das Dampfkraftwerk Engerthstraße wieder ans Netz.
1945 wurden die Hoch- und Mitteldruckkessel zunächst auf Ölfeuerung umgestellt, 1948 aber wieder für Braunkohlenfeuerung eingerichtet. Zwischen 1949 und 1950 wurden die ersten beiden Hochdruckkessel mit Erdgasbrennern ausgestattet. Von 1951 bis 1952 wurden zwei weitere Hochdruck-Kessel auf Erdgasfeuerung und vier Hochdruck-Kessel auf Ölfeuerung umgerüstet.
1956, also 10 Jahre vor der Außerdienststellung, dienten Braunkohle aus der Tschechoslowakei und Langau, Erdgas aus dem Erdölrevier Zistersdorf sowie als Heizöl Schwerölrückstände inländischer Raffinerien als Brennstoffe.

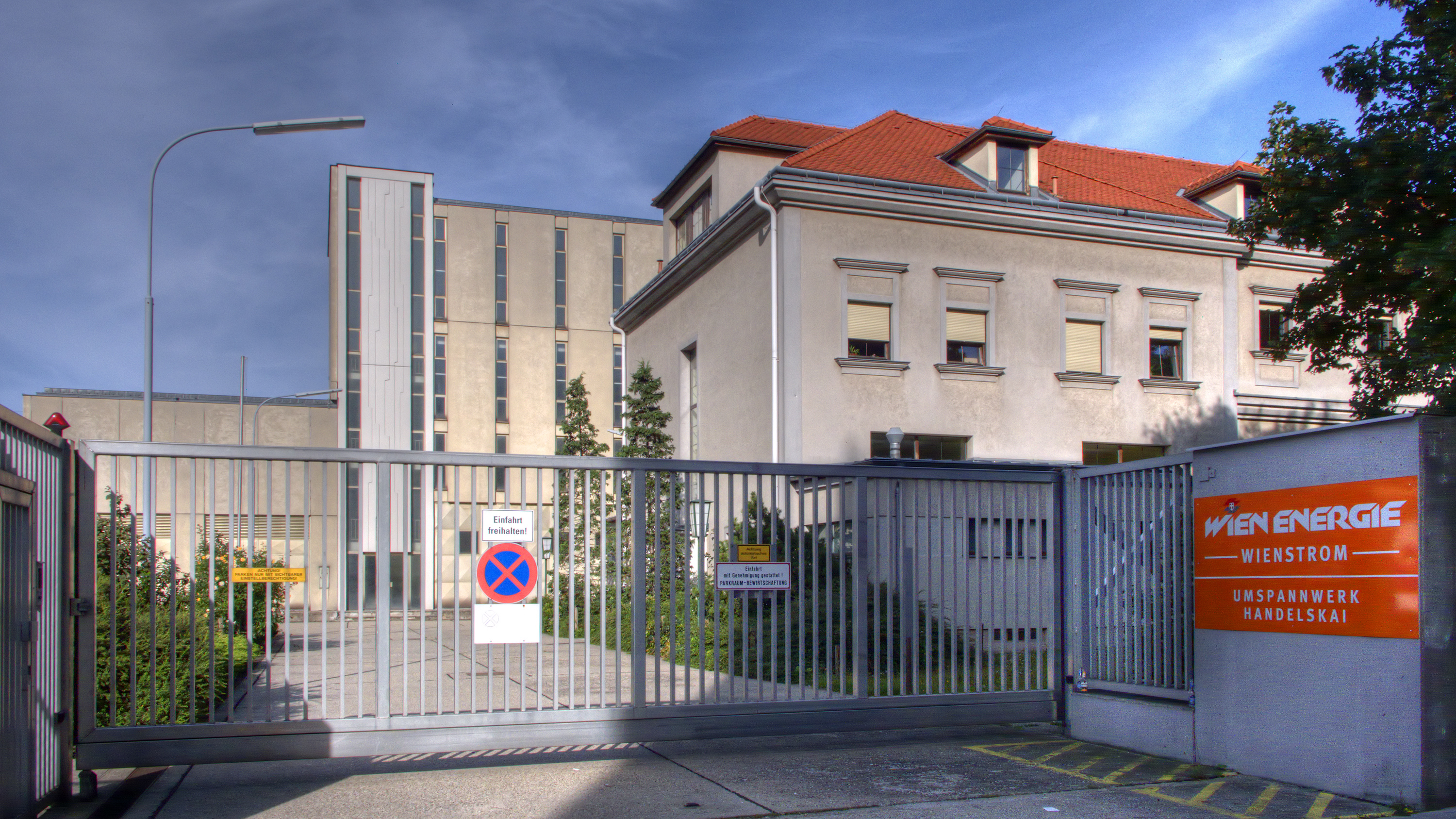
Das heutige Umspannwerk

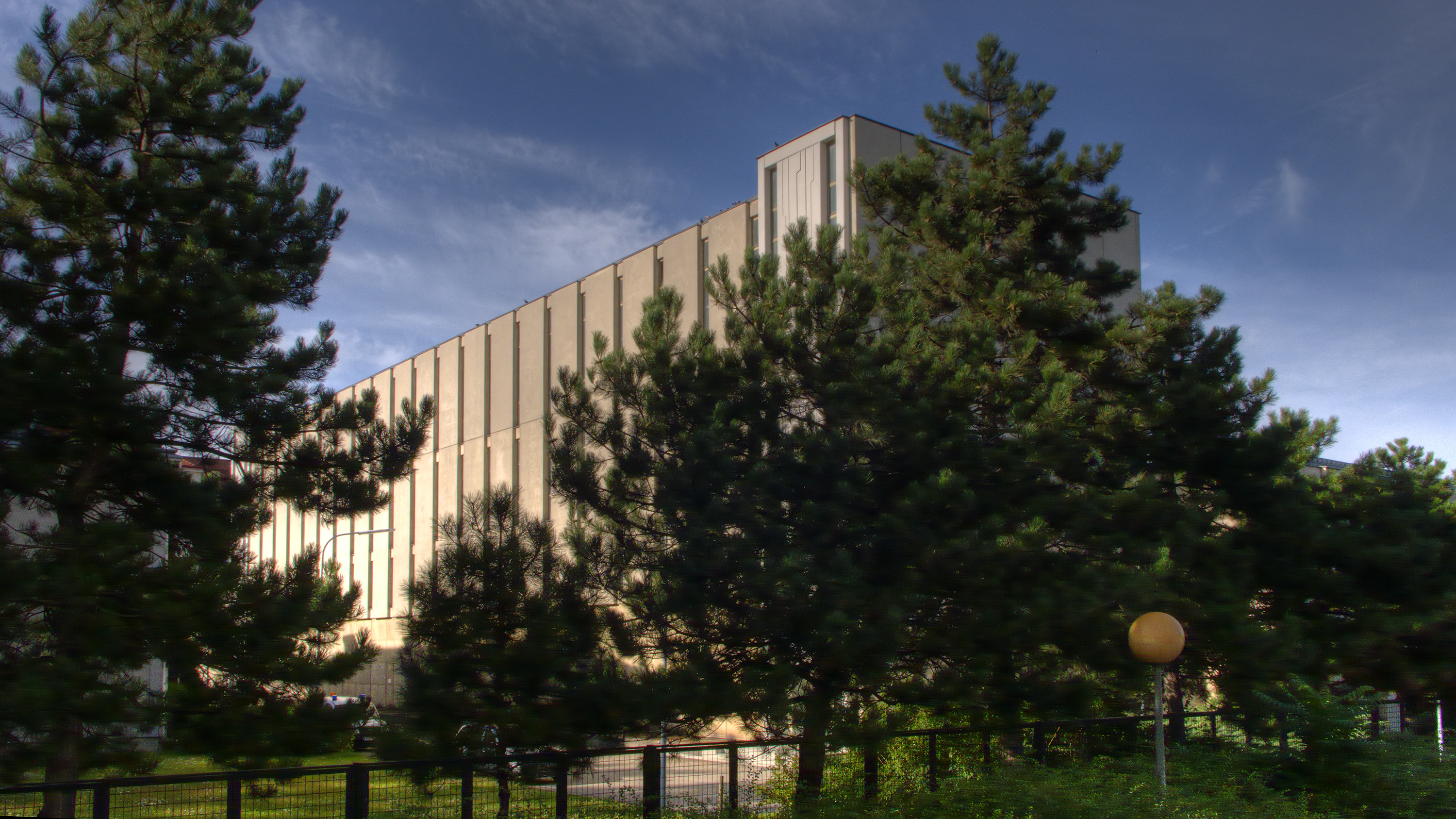
Umspannwerk Handelskai

1959 wurde der gesamte Kesselbetrieb auf Erdgasfeuerung umgestellt und die Kohlenförderanlage stillgelegt. Wegen des niedrigen Wirkungsgrades des Elektrizitätswerks war eine Weiterführung wirtschaftlich nicht mehr vertretbar. Um 1959 wurde dieser Standort auch in die Planungen der Wiener Stadtwerke zur Errichtung von Fernheizwerken miteinbezogen, wobei brauchbare Einrichtungen des E-Werks in den Neubau mit einbezogen werden sollten. Vorgesehen war es für die Wärmelieferung an Gebäude am Stuben- und Opernring sowie entlang des Kais. Diese Pläne wurden jedoch nicht realisiert.
1962 wurde die Kohlenmischanlage demontiert.
Außer Dienst gestellt wurde das Dampfkraftwerk Engerthstraße schließlich am 7. Mai 1966. Ab Juni 1966 erfolgte die verwaltungsmäßige und technische Umstellung zu einem Umspannwerk.
Da auf dem Gelände des ehemaligen Dampfkraftwerks Engerthstraße ein Wohnbau gebaut werden sollte, wurde in unmittelbarer Nähe das 1973 in Betrieb genommene Umspannwerk Handelskai errichtet.

## „Überbleibsel“
Ein Überbleibsel des ehemaligen Dampfkraftwerks Engerthstraße ist der Fußballverein FS Elektra Wien. Dieser wurde als Sportclub Elektra Wien von Angestellten des Elektrizitätswerks 1921 gegründet. Weiters erinnert die auf den sogenannten E-Werks-Gründen errichtete städtische Wohnhausanlage, die heute noch als „E-Werksbau“ bezeichnet wird, und das 1973 in der Nähe dieses Gemeindebaus neu errichtete Umspannwerk am Handelskai an die Geschichte des Dampfkraftwerks.
Weiters überlebten noch einige Fahrzeuge der 600 mm Werksbahn des Kraftwerkes im Feld- und Industriebahnmuseum Freiland in Freiland/NÖ: Zwei vierachsige E-Loks für 200 V Gleichstrom (Oberleitung), eine zweiachsige benzin-elektrische GEBUS-Lok und ein zweiachsiger Schneepflug.